# John Dyson (Richter)

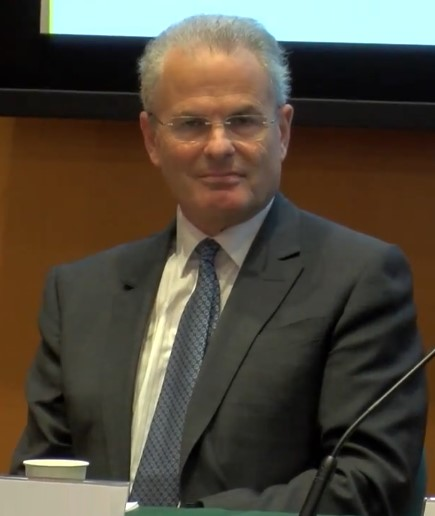
John Dyson, 2013

John Anthony Dyson, Lord Dyson, Kt, MR, PC, QC (* 31. Juli 1943 in Leeds) ist ein britischer Jurist und war vom 1. Oktober 2012 bis 3. Oktober 2016 Master of the Rolls.

## Ausbildung und Familie
Dyson wurde als Sohn von Richard und Gisella Dyson geboren. Er besuchte die Leeds Grammar School und studierte am Wadham College der Oxford University Klassische Altertumswissenschaft. Dort ist er seit 2001 Ehrenmitglied. Er ist seit 1970 mit Jacqueline Carmel Levy verheiratet, mit der er zwei Kinder hat.

## Beruflicher Werdegang

### Tätigkeit als Barrister
1968 erhielt Dyson seine Zulassung als Anwalt am Middle Temple. Er arbeitete zunächst als Barrister in einer bekannten Kanzlei. Bereits im Jahr seiner Zulassung durfte er an Fällen mitarbeiten, die vor dem House of Lords verhandelt wurden. In den folgenden Jahren spezialisierte er sich auf Fälle des Internationalen Privatrechts und trat mehrfach als Barrister im House of Lords auf. 1982 ernannte ihn Elisabeth II. zum Kronanwalt. Im Jahr 1986 wechselte er zu 39 Essex Street Chambers, einer bekannten Kanzlei von Barristern in London, deren Leitung er übernahm.

### Tätigkeit als Richter
Seine erste Stelle als Richter übernahm Dyson 1986. Am 30. März 1993 wurde er zum Richter der Queen’s Bench Division  am High Court of Justice für England und Wales ernannt und wurde zum Knight Bachelor geschlagen. 1998 stieg er zum Vorsitzenden Richter einer auf Baurecht spezialisierten Kammer des Gerichts auf.
Am 11. Januar 2001 wurde Dyson zum Richter am Court of Appeal ernannt. Zugleich wurde er Mitglied des Privy Council.
Ab 2003 bekleidete er die Stelle des stellvertretenden Master of the Rolls. Nachdem Anthony Clarke, Baron Clarke of Stone-cum-Ebony, 2009 seinen Rückzug als Master of the Rolls ankündigte, folgte Dyson ihm entgegen allen Erwartungen nicht im Amt nach. Vielmehr übernahm er zum 12. April 2010 die Stelle eines Richters am Obersten Gerichtshof des Vereinigten Königreichs. Mit seiner Ernennung waren zum ersten Mal, seitdem der Gerichtshof im Jahr 2009 die Arbeit aufgenommen hatte, alle zwölf Richterstellen besetzt.
Mit Wirkung vom 1. Oktober 2012 wurde Dyson schließlich doch zum Master of the Rolls ernannt und gab im Zuge dessen sein Richteramt am Obersten Gerichtshof des Vereinigten Königreichs auf, nachdem der bisherige Master of the Rolls, David Neuberger, Baron Neuberger of Abbotsbury, als neuer Präsident an ebendiesen gewechselt war. Dieses Amt hatte er bis zum 3. Oktober 2016 inne.

## Besonderheiten
Dyson war der erste Richter des Obersten Gerichtshofs des Vereinigten Königreichs, der mit Eintritt in das Richteramt auf Grund eines königlichen Erlasses aus dem Jahr 2010 den Höflichkeitstitel Lord auf Lebenszeit verliehen bekam, ohne als Peer Mitglied des House of Lords zu sein.